# Vodacom Cup 2005
La Vodacom Cup de 2005 fue la octava edición del torneo para selecciones provinciales de Sudáfrica.
El torneo se disputó en el primer semestre en paralelo al Súper Rugby, mientras que la Currie Cup se disputó en el segundo semestre.
El campeón fue el equipo de Griquas quienes obtuvieron su segundo campeonato.

## Sistema de disputa
El torneo se disputó en zonas que se distribuyeron por cercanía geográfica, los dos mejores equipos de cada zona clasificaron a las semifinales.

## Clasificación

### Sección X
| Pos. | Equipo           | Encuentros | Encuentros | Encuentros | Encuentros | Tantos | Tantos | Tantos | PB | PB | Puntos |
| Pos. | Equipo           | PJ         | PG         | PE         | PP         | F      | C      | Dif    | BO | BD | Puntos |
| ---- | ---------------- | ---------- | ---------- | ---------- | ---------- | ------ | ------ | ------ | -- | -- | ------ |
| 1.º  | Blue Bulls       | 7          | 5          | 0          | 2          | 255    | 184    | +71    | 6  | 2  | 28     |
| 2.º  | Boland Cavaliers | 7          | 5          | 0          | 2          | 258    | 165    | +93    | 6  | 0  | 26     |
| 3.º  | SWD Eagles       | 7          | 4          | 0          | 3          | 206    | 253    | −47    | 3  | 0  | 19     |
| 4.º  | Falcons          | 7          | 3          | 1          | 3          | 208    | 188    | +20    | 3  | 1  | 18     |
| 5.º  | Golden Lions     | 7          | 2          | 0          | 5          | 180    | 224    | −44    | 3  | 2  | 23     |
| 6.º  | Natal Sharks     | 7          | 2          | 0          | 5          | 174    | 213    | −39    | 3  | 1  | 12     |
| 7.º  | Mighty Elephants | 7          | 2          | 0          | 5          | 174    | 236    | −62    | 2  | 0  | 10     |

### Sección Y
| Pos. | Equipo              | Encuentros | Encuentros | Encuentros | Encuentros | Tantos | Tantos | Tantos | PB | PB | Puntos |
| Pos. | Equipo              | PJ         | PG         | PE         | PP         | F      | C      | Dif    | BO | BD | Puntos |
| ---- | ------------------- | ---------- | ---------- | ---------- | ---------- | ------ | ------ | ------ | -- | -- | ------ |
| 1.º  | Griquas             | 7          | 5          | 1          | 1          | 236    | 132    | +104   | 3  | 0  | 25     |
| 2.º  | Leopards            | 7          | 5          | 0          | 2          | 234    | 177    | +57    | 4  | 1  | 25     |
| 3.º  | Western Province    | 7          | 4          | 0          | 3          | 214    | 179    | +35    | 6  | 1  | 23     |
| 4.º  | Free State Cheetahs | 7          | 4          | 0          | 3          | 248    | 197    | +51    | 4  | 1  | 21     |
| 5.º  | Pumas               | 7          | 4          | 0          | 3          | 230    | 256    | −26    | 4  | 0  | 20     |
| 6.º  | Border Bulldogs     | 7          | 2          | 0          | 5          | 130    | 241    | −111   | 1  | 1  | 10     |
| 7.º  | Griffons            | 7          | 1          | 0          | 6          | 171    | 273    | −102   | 3  | 1  | 8      |

|  | Semifinalista. |

### Semifinales
| 6 de mayo | Blue Bulls | 11 - 17 | Leopards | Loftus Versfeld, Pretoria |  |

| 7 de mayo | Griquas | 16 - 13 | Boland Cavaliers | Griqua Park, Kimberley |  |

### Final
| 13 de mayo | Griquas | 27 - 25 | Leopards | Griqua Park, Kimberley |  |

| Bandera de Sudáfrica |
| Campeón Griquas      |
| Segundo título       |